# هات‌اسپرینگز ویلج (آرکانزاس)
هات‌اسپرینگز ویلج (به انگلیسی: Hot Springs Village) یک منطقهٔ مسکونی در ایالات متحده آمریکا است که در شهرستان گارلند، آرکانزاس واقع شده‌است. هات‌اسپرینگز ویلج ۱۵۵٫۳۵ کیلومتر مربع مساحت و ۳۵٬۱۹۳ نفر جمعیت دارد و ۲۳۹ متر بالاتر از سطح دریا واقع شده‌است.